# Глохідій

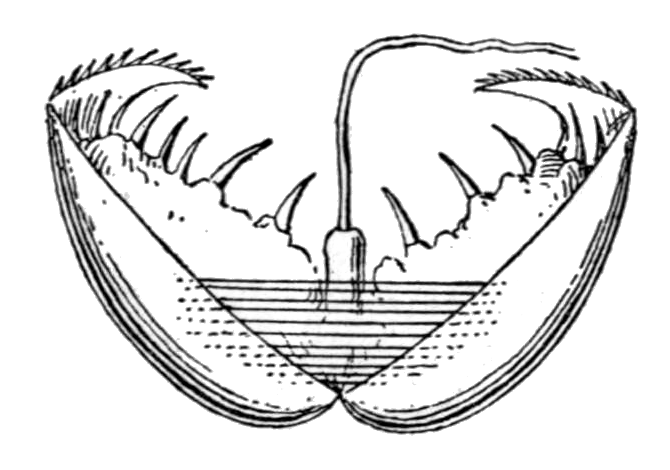
Рисунок глохідія (Anodonta cygnea). Личинка 0,35 мм довжиною

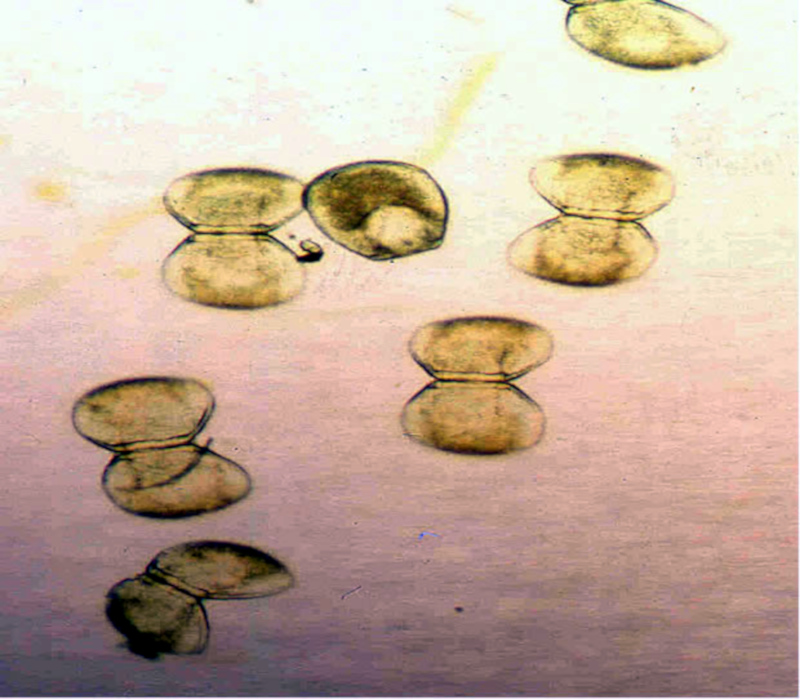
Фотографія глохідіїв Lampsilis higginsii

Глохідій, іноді глохідія — мікроскопічна личинкова стадія крупних прісноводних двостулкових молюсків з родин перловицевих (Unionidae) і скойкових (Margaritiferidae).
Ця личинка має гачки, які дозволяють прикріплятись до риби (наприклад до зябер риб-хазяїв) на період, поки вони не відкріпляться і не спадуть на субстрат і перетворяться на типову форму ювенільного молюска. Поки риба активна і вільно плаває, це сприяє молюскам розширювати свій ареал. Глохідії не є шкідливими для риби.
До того, як стало зрозуміло належність глохідіїв до паразитичних личинок молюсків, їх вважали паразитичними чірвами, хоча в нормальних умовах, глохідії не шкодять рибі. Тим не менше, високі показними зараження глохідіями можуть призводити до порушення дихання хазяїна. У випадку, коли глохідії розташовані на шкірі риб, остання при високій зараженості перетворюється на рубцеву тканину і втрачає функціональність.
Деякі представники родини, такі як Ptychobranchus fasciolaris і P. greenii, звільняють свої глохідії у слизових пакетах, що називаються конглютинатами. Конглютинат має липку нитка, яка дозволяє йому прикріплюватись до субстрату, щоб уникати змивання. Існує також ще більш спеціалізований спосіб розповсюдження глохідіїв, відомий як супер-конглютинат. Супер-конглютинат нагадує личинку водної комахи, або риб'ячу ікру, заповнена темною рідиною, яка виглядає як око, що сприймається рибою як об'єкт живлення. Коли риба їх споживає, супер-конглютинат розпадається, звільняючи глохідіїв. Молюски, які утворюють конглютинати і супер-конглютинати є частими паразитами зябер, де вони розвиваються до ювенальної стадії.